# Tatort: Todesangst
Todesangst ist ein Fernsehfilm aus der Kriminalreihe Tatort der ARD, des ORF und SRF. Der Film wurde vom MDR unter der Regie von Miko Zeuschner produziert und am 23. Mai 1999 erstmals ausgestrahlt. Es handelt sich um die Tatort-Folge 413. Für den Kriminalhauptkommissar Bruno Ehrlicher und seinen Kollegen Kain ist es der 19. Fall, in dem sie in Dresden ermitteln.

## Handlung
Kommissar Bruno Ehrlicher ist zusammen mit seiner Familie auf dem Weg zum Dresdner Marktplatz. Dort wird er vom Oberbürgermeister zum Ehrenbürger der Stadt ernannt. Die achtjährige Tochter der Freundin seines Sohnes ist voller Stolz und bewundert den Orden, den ihr „Opa“ bekommen hat. Im Moment kümmert Ehrlicher sich häufig um Lina und muss eines Tages hilflos mitansehen, wie das Mädchen auf offener Straße entführt wird. Trotz sofort einsetzender Fahndung kann der Entführer nicht gefunden werden. Dieser bringt das Kind in ein Versteck und lässt es dort Bilder von ihrem Opa malen.
Voller Sorge um das Mädchen nehmen Ehrlicher und Kain die Ermittlungen auf. Sie wollen Roger Kampe, den leiblichen Vater von Lina, den Linas Mutter zu einer solchen Tat fähig hält, befragen. Beim Eintreffen der Polizisten ergreift er die Flucht und verletzt sich dabei, sodass er in ein Krankenhaus gebracht werden muss. Anschließend wird er in die U-Haft überführt.
Neben Ehrlicher ermittelt die Hauptkommissarin Steiner in dem Fall, da Entführungen in ihr Ressort fallen. Beim Besuch von Linas Mutter bemerkt sie eine Kinderzeichnung, die eindeutig einen Polizisten darstellt und in der ein Detail sehr stark einem erigierten Glied ähnelt. Ohne es zu ahnen, kommt nun Ehrlicher in den Verdacht, dem Kind etwas angetan zu haben. Entsprechend findet Steiner diverse Hinweise, die Ehrlicher belasten. Angefangen von nicht vorhandenen Zeugen der Entführung, dem nicht existierenden Kennzeichen des Entführungsfahrzeugs, bis hin zu einem angeblich zu liebevollen Umgang mit dem Mädchen. Dies führt so weit, dass selbst Ehrlichers Sohn Tommy bezichtigt wird, hinter der Entführung zu stecken, um seinen Vater zu schützen.
Nachdem Ehrlicher vom Dienst suspendiert wird, ist ihm klar, dass sich jemand an ihm rächen will. Er versucht, in alten Fällen nachzusehen, erhält jedoch auch Hausverbot im Polizeirevier. So hält ihn Kain auf dem Laufenden und findet endlich einen Verdächtigen: Killian Schubeck, der als Aushilfe in Tommy Ehrlichers Lokal arbeitet. Vor zehn Jahren war er in einem ähnlichen Entführungsfall irrtümlicherweise verdächtigt worden. Sein wahrer Name lautet Michael Niedecker. Die Kommissare kommen gerade noch rechtzeitig, um Lina zu retten, die Schubeck gerade in der Elbe in Ehrlichers Auto ertränken will, das er bereits vor der Entführung gestohlen hatte und es nun so aussehen lassen wollte, als ob tatsächlich der Kommissar der Täter ist.

## Rezeption

### Einschaltquoten
Bei seiner Erstausstrahlung am 23. Mai 1999 wurde die Folge Todesangst in Deutschland von 4,94 Millionen Zuschauern gesehen, was einem Marktanteil von 19,02 Prozent entsprach.

### Kritik
Die Kritiker der Fernsehzeitschrift TV Spielfilm vergaben für diesen Tatort den Daumen nach oben und schrieben: „Die Verwicklungen sind übertrieben, damit hat die Sache aber auch Drive.“. Ermittler Ehrlicher der Kinderschänderei zu bezichtigen sei übertrieben, der Film sei „aber voll Witz und Lokalkolorit“.